# Pontuação de Mirels
A pontuação ou score de Mirels é uma ferramenta útil na gestão de tumores ósseos, identificando os pacientes que podem beneficiar de fixação profilática no caso de apresentarem alto risco de fratura patológica.

## Pontuação
Uma pontuação de 1 a 3 é dada a quatro critérios que são posteriormente somados. Uma pontuação maior que 8 sugere benefício de fixação interna profilático antes de tratamento à base de radioterapia.
| Critérios | Pontuação       | Pontuação       | Pontuação        |
| --------- | --------------- | --------------- | ---------------- |
| Critérios | 1               | 2               | 3                |
| Local     | Membro superior | Membro inferior | Peritrocantérico |
| Dor       | Leve            | Moderado        | Funcional        |
| Lesão     | Blástica        | Mista           | Lítica           |
| Tamanho   | <⅓              | ⅓ - ⅔           | >⅔               |

## Leitura complementar
- «Metastatic disease around the hip: Maintaining quality of life». Journal of Bone and Joint Surgery. 94. PMID 23118375. doi:10.1302/0301-620X.94B10.30509
- «Management of long-bone metastases: A surgical perspective». Aging Health. 5. doi:10.2217/ahe.09.30
- «Metastatic Disease of the Femur». Orthopedic Clinics of North America. 31. PMID 11043102. doi:10.1016/S0030-5898(05)70181-4
- «Tibial Metastasis from Muscle Invasive Bladder Carcinoma: An Unusual Site». Current Urology. 7. PMC 4024504. PMID 24917780. doi:10.1159/000343556
- «Management of skeletal metastases: An orthopaedic surgeon′s guide». Indian Journal of Orthopaedics. 49. PMC 4292329. PMID 25593359. doi:10.4103/0019-5413.143915
- Gerrand, Craig H.; Rankin, Kenneth. «Metastatic Disease in Long Bones. A Proposed Scoring System for Diagnosing Impending Pathologic Fractures». Classic Papers in Orthopaedics. [S.l.: s.n.] ISBN 978-1-4471-5450-1. doi:10.1007/978-1-4471-5451-8_123